# EuroChallenge
Die FIBA EuroChallenge war ein unter dem Dach der FIBA Europa ausgetragener Wettbewerb für europäische Basketball-Vereinsmannschaften der Männer. Sie bildete im Rahmen des jährlich ausgetragenen Basketball-Europapokals hinter der EuroLeague sowie des ULEB Eurocup den drittbedeutendsten aller Wettbewerbe.
Insgesamt wurden von 2003 bis 2015 zwölf Spielzeiten absolviert, in denen der Wettbewerb zeitweise auch Europe League bzw. EuroCup hieß. Im Sommer 2015 entschied die FIBA, die EuroChallenge einzustellen und mit einem neuen Wettbewerb, dem FIBA Europe Cup, der ULEB, die seit 2001 die wichtigsten Europapokal-Wettbewerbe organisiert, mehr Konkurrenz zu bieten.

## Geschichte

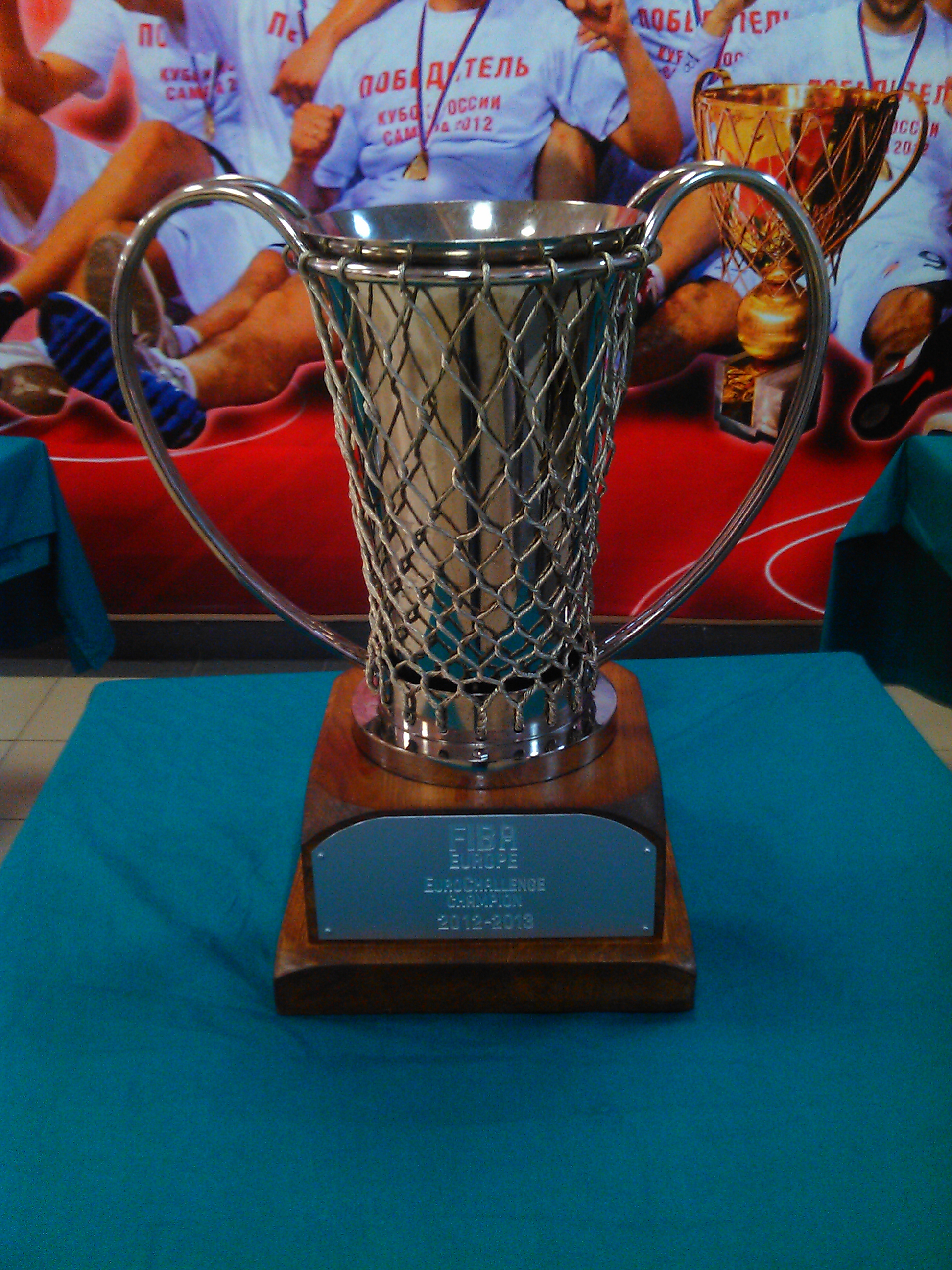
Trophäe der EuroChallenge. Denselben Pokal übergab die FIBA bereits den Siegern des Europapokals der Landesmeister.

Nachdem der von der FIBA geleitete Europapokal der Landesmeister im Jahr 2001 eingestellt worden war und die EuroLeague bereits ein Jahr zuvor sehr erfolgreich gestartet war, gründete die FIBA zur Saison 2002 die EuroCup Challenge, welche 2007 eingestellt wurde.
Zur Saison 2003/04 schuf die FIBA einen weiteren Europapokal. Als Europe League nahm die EuroChallenge ihren Betrieb auf. Nach zwei absolvierten Saisons wurde der Name des Wettbewerbs 2005 in EuroCup geändert. Nach Absprache mit der FIBA änderte die ULEB den Namen ihres ULEB Cup in ULEB Eurocup um, woraufhin die FIBA ihr Turnier fortan als EuroChallenge austrug. Damit war die EuroChallenge der einzige Wettbewerb für Herren, der von der FIBA geleitet wurde und von den drei Europapokal-Wettbewerben im Basketball der unbedeutendste, da die Spitzenteams der einzelnen Länder in der EuroLeague oder im Eurocup antraten.

## Spielmodus
Die EuroChallenge wurde in ihrer letzten Saison 2014/15 wie folgt ausgespielt:
1. Gruppenphase
In der 1. Gruppenphase spielten 32 Teams in 8 Gruppen (A–H) in Heim- bzw. Auswärtsspielen gegeneinander an, bis ein jedes Team sechs Spiele absolviert hat. Die beiden besten Teams jeder Gruppe qualifizierten sich für die 2. Gruppenphase. Diese Gruppenphase wurde in zwei regionalen Konferenzen ausgetragen, um Reisewege und Fahrtkosten für die Klubs zu vermindern.
2. Gruppenphase
In der 2. Gruppenphase spielten die 16 übrig gebliebenen Teams in 4 Gruppen (I–L) in Heim- bzw. Auswärtsspielen gegeneinander an, bis ein jedes Team sechs Spiele absolviert hatte. Die beiden besten Teams jeder Gruppe qualifizierten sich für das Viertelfinale. Die Anwendung zweier regionaler Konferenzen wie in der ersten Gruppenphase wurde hier nicht praktiziert.
Viertelfinale
In einem Modus „Best of Three“ traten die verbliebenen acht Teams in vier Mannschaftsbegegnungen gegeneinander an. Die Gruppenersten aus der zweiten Phase genossen dabei bei einem eventuell benötigten dritten Entscheidungsspiel Heimrecht. Die vier Mannschaften, welche diese Duelle für sich entscheiden konnten, qualifizierten sich für das Endturnier.
Final Four
In einem Turnier, das innerhalb eines Wochenendes stattfand, traten je zwei Mannschaften in Halbfinals gegeneinander an. Die Sieger qualifizierten sich für das Finale, aus dem der Gewinner der EuroChallenge hervorging. Die beiden Finalisten qualifizierten sich für die Eurocup-Saison 2015/16.

## Historische Spielmodi
In jeder ausgetragenen EuroChallenge bestand die Finalrunde aus einem Viertelfinale und dem abschließenden Final Four. 
Den Modus der Gruppenphase änderten die Veranstalter diverse Male. Große Unterschiede zur heute praktizierten Gruppenphase gab es in den ersten beiden Saisons, als mit jeweils zwei Siebenergruppen und zwei Achtergruppen, dessen beste vier Teams das Achtelfinale erreichten, gespielt wurde. 

## Endspiele
| Saison  | Austragungsort | Sieger                     | Gegner                     | Ergebnis | MVP*               |
| ------- | -------------- | -------------------------- | -------------------------- | -------- | ------------------ |
| 2003/04 | Kasan          | UNICS Kasan                | TIM-Maroussi Athen         | 87 : 63  | Martin Müürsepp    |
| 2004/05 | Istanbul       | BK Dynamo Sankt Petersburg | BK Kiew                    | 85 : 74  | / Kelly McCarty    |
| 2005/06 | Kiew           | DKV Joventut de Badalona   | BK Chimki                  | 88 : 63  | Rudy Fernández     |
| 2006/07 | Girona         | Akasvayu Girona            | BK Asowmasch Mariupol      | 79 : 72  | / Ariel McDonald   |
| 2007/08 | Limassol       | BK Barons Rīga             | Dexia Mons-Hainaut         | 63 : 62  | Giedrius Gustas    |
| 2008/09 | Bologna        | Virtus Bologna Fiere       | Cholet Basket              | 77 : 75  | Keith Langford     |
| 2009/10 | Göttingen      | BG Göttingen               | Krasnye Krylja Samara      | 83 : 75  | / Taylor Rochestie |
| 2010/11 | Ostende        | KK Krka Novo mesto         | Lokomotive Kuban Krasnodar | 83 : 77  | Goran Ikonić       |
| 2011/12 | Debrecen       | Beşiktaş Milangaz          | Élan Sportif Chalonnais    | 91 : 86  | Pops Mensah-Bonsu  |
| 2012/13 | Izmir          | Krasnye Krylja Samara      | Pınar Karşıyaka            | 77 : 76  | Chester Simmons    |
| 2013/14 | Bologna        | Grissin Bon Reggio Emilia  | Triumph Ljuberzy           | 79 : 65  | Andrea Cinciarini  |
| 2014/15 | Trabzon        | JSF Nanterre               | Trabzonspor                | 64 : 63  | Jamal Shuler       |

* Der „Most Valuable Player“ (MVP) gehörte jeweils der Siegermannschaft des „Final Four“-Turniers an.

## Statistik
Kein Verein konnte die EuroChallenge mehrmals gewinnen. Mit Krasnye Krylja Samara gibt es einen Klub der zweimal das Finale erreichte.
| Rang | Klub                  | Teilnahmen |
| ---- | --------------------- | ---------- |
| 1    | Triumph Ljuberzy      | 3          |
| 2    | EKA AEL Limassol      | 2          |
| 2    | BK Chimki             | 2          |
| 2    | BC Kiew               | 2          |
| 2    | Krasnye Krylja Samara | 2          |
| 2    | Dynamo St. Petersburg | 2          |
| 2    | Szolnoki Olaj KK      | 2          |
| 8    | 33 weitere Vereine    | 1          |

| Rang | Land         | Titel | Finale | Final Four |
| ---- | ------------ | ----- | ------ | ---------- |
| 1    | Russland     | 3     | 7      | 13         |
| 2    | Italien      | 2     | 2      | 4          |
| 3    | Spanien      | 2     | 2      | 3          |
| 4    | Frankreich   | 1     | 3      | 5          |
| 4    | Türkei       | 1     | 3      | 5          |
| 6    | Deutschland  | 1     | 1      | 3          |
| 7    | Lettland     | 1     | 1      | 1          |
| 7    | Slowenien    | 1     | 1      | 1          |
| 9    | Ukraine      | 0     | 2      | 3          |
| 10   | Belgien      | 0     | 1      | 2          |
| 11   | Griechenland | 0     | 1      | 1          |
| 12   | Ungarn       | 0     | 0      | 2          |
| 12   | Zypern       | 0     | 0      | 2          |
| 14   | Estland      | 0     | 0      | 1          |
| 14   | Israel       | 0     | 0      | 1          |
| 14   | Rumänien     | 0     | 0      | 1          |